# Serres calabraises
Ne doit pas être confondu avec Massif de la Serre.
Les Serres calabraises sont une chaîne montagneuse de la Calabre, dans les provinces Reggio de Calabre, Catanzaro et Vibo Valentia, caractérisées par de grandes étendues de forêts. Leur point culminant est le mont Pecoraro, avec ses 1 423 m d'altitude.

## Géographie
La chaîne montagneuse commence au Passo della Limina et se termine à l'isthme de Catanzaro, le plus étroit d'Italie (35 km séparant la mer Ionienne de la mer Tyrrhénienne). Elle est délimitée par la Sila au nord et l'Aspromonte au sud.
Géologiquement, les Serres calabraises font partie des Alpes dites calabraises et sont pour la plupart formées de granite, porphyre et diorite. La zone orientale comprend également des roches argileuses, tandis que le Monte Mammicomito comporte une structure caractérisée par une topographie karstique. Des badlands sont aussi présents.